# Air Miles
Air Miles is een loyaliteitsprogramma. Air Miles vindt haar oorsprong in het Verenigd Koninkrijk en is in meerdere landen actief. Met name in Canada en Nederland zijn ze erg populair; meer dan de helft van alle huishoudens spaart daar Air Miles.

## Nederland
De Nederlandse Air Miles-organisatie valt onder Loyalty Management Netherlands B.V., opgericht in 1994. Er zijn drie aandeelhouders: Shell, Ahold Delhaize en Praxis. Diverse van oorsprong Nederlandse bedrijven werken eraan mee. Spaarpunten genaamd "Air Miles" hebben een variërende inwisselwaarde. In Nederland spaar je voor onder andere producten, reizen en dagattracties.

### Geschiedenis
Air Miles werden in Nederland in 1994 geïntroduceerd. In de beginjaren, 1994-1998, werd er veel gespaard. De nadruk ligt sindsdien niet alleen op sparen maar ook op inwisselen. Een aantal van de oorspronkelijk deelnemende bedrijven heeft inmiddels plaatsgemaakt voor een nieuwe lichting deelnemers. Het aantal spaarders in het programma groeit nog steeds. Anno 2019 telt Nederland meer dan 4 miljoen actieve Air Miles spaarders.

### Sparen
Air Miles kunnen in Nederland worden gespaard bij diverse bedrijven. Bij aankoop toont de klant zijn Air Miles kaart of digitale Air Miles kaart in de app. Het deelnemende bedrijf bepaalt hoeveel Air Miles de spaarder ontvangt en geeft het aantal gespaarde Air Miles periodiek door aan de Air Miles-organisatie. Momenteel bestaan de partners uit Albert Heijn, Shell, Praxis, Etos, Gall & Gall en Essent. Je kunt ook Extra Air Miles ontvangen, deze worden verstrekt als bonus.

### Deelnemers
- Albert Heijn, Etos en Gall & Gall geven één Air Mile bij besteding van elke 2,50 euro. Praxis geeft één Air Mile bij besteding van elke twee euro.
- Tankstations van Shell geven één Air Mile voor elke liter brandstof die je tankt en op Shell V-Power twee Air Miles per liter. En bij elke 2 euro die je uitgeeft in de Shellshop ontvang je één Air Mile.
- Essent heeft het klantprogramma Thuisvoordeel, waarbij klanten die meedoen Air Miles kunnen sparen. Hoeveel dat er minimaal zijn op jaarbasis, hangt af van het aantal jaar dat men klant is.
- Daarnaast spaar je bij een aantal andere partners 2 Air Miles per uitgegeven €1,-. Bijvoorbeeld bij Thuisbezorgd.nl, Kleertjes.com en Hallmark.

### Saldo en transacties
Via het 'Mijn Air Miles' account op airmiles.nl kunnen spaarders onder andere hun saldo en recente transacties inzien. Ook is het hier mogelijk om persoonlijke gegevens te wijzigen, Air Miles over te boeken naar andere spaarders of naar een goed doel. Het saldo wordt ook vermeld in de nieuwsbrief en de app (voor iOS en Android).
Elke spaarder heeft een eigen Air Miles kaart, maar het is ook mogelijk om samen te sparen. Hierbij koppel je de Air Miles kaarten aan elkaar en spaar je een gezamenlijk saldo.

### Inwisselen
Waar Air Miles oorspronkelijk was bedoeld voor het bijeensparen van een vliegreis, is het nu meer voor geschenken en diensten. Bijvoorbeeld cadeaukaarten, tickets voor evenementen, een bioscoopkaart, een verblijf in een bungalowpark, toegangsbewijzen voor attractieparken of dierenparken en diverse artikelen uit de Air Miles Shop. Ook bij de spaarpartners Albert Heijn en Etos kunnen Air Miles ingewisseld worden voor actiekorting op bepaalde producten. Bij Shell en Praxis is het zelfs altijd mogelijk met Air Miles korting te tanken of aankopen te doen. Een actueel overzicht van de inwisselmogelijkheden staat op de Air Miles website. Gespaarde Air Miles moeten binnen 2 jaar ingewisseld worden, daarna komen ze te vervallen.

### Sparen en inwisselen voor een goed doel
Het is ook mogelijk Air Miles te sparen voor een goed doel. Stichting AAP, Nationaal Fonds Kinderhulp en de LINDA.foundation worden ondersteund door Air Miles. Spaarders kunnen ervoor kiezen een zelfgekozen aantal Air Miles te schenken.

### Alternatieven
In navolging van Air Miles zijn door concurrenten andere klantenkaarten ontwikkeld: Freebees (BP, Sixt en Weekendcompany.nl) en Power Points (Total).